# Pester Lloyd
Pester Lloyd var en tysksspråkig dagstidning, som gavs ut i Budapest, Ungern. Tidningen kom ut från och med den 31 december 1853 till och med den 14 april 1945, morgon och kväll. 
Under tiden den 9 september 1994–14 maj 2009 gavs vidare en tyskspråkig veckotidning ut, först med namnet Der Neue Pester Lloyd och från och med den 1 januari 1999 med namnet Pester Lloyd. Papperstidningen gavs ut parallellt med en Internetutgåva. Från och med den 15 mars 2009 publiceras tidningen endast på Internet. 